# Thorns (Tony Martin)
Thorns è il terzo album in studio da solista del cantante inglese Tony Martin (ex Black Sabbath), pubblicato nel 2022.

## Tracce
1. As the World Burns – 4:36
2. Black Widow Angel – 4:02
3. Book of Shadows – 6:19
4. Crying Wolf – 4:27
5. Damned By You – 4:06
6. No Shame At All – 3:41
7. Nowhere To Fly – 4:48
8. Passion Killer – 4:50
9. Run Like the Devil – 3:55
10. This Is Your Damnation – 3:09
11. Thorns – 5:17

## Formazione
- Tony Martin – voce, chitarra, basso, violino
- Scott McClellan – chitarra
- Joe Harford – chitarra
- Dario Mollo – chitarra
- Magnus Rosén – basso
- Greg Smith – basso
- Bruno Sa – tastiera
- Danny Needham – batteria
- Pamela Moore – voce (traccia 11)
- Laura Harford – voce recitata